# 伊斯蘭教與奴隸
伊斯蘭教與奴隸之間的關係複雜，而且呈多樣化。各個伊斯蘭教團體及各種意見對歷史上有關奴隸事務的不同看法各持己見。在伊斯蘭化前的阿拉伯及周邊地區，奴隸制是日常生活的中流砥柱。伊斯蘭教就是在這種環境下興起，《古蘭經》及聖訓都大量提及到奴隸制，承認它在社會上的存在，但卻對它設下條件及限制。奴隸制的議題在伊斯蘭教法裡多有提及，伊斯蘭教法禁止穆斯林奴役其他穆斯林及齊米（其他亞伯拉罕諸教教徒），只有遭到囚禁的非穆斯林、從非伊斯蘭國家購入的奴隷及奴隸的子女獲得法律承認，又主張改善奴隸的待遇。根據伊斯蘭教法，奴隸依然被視為是人，擁有一些權利。在宗教事務上，穆斯林奴隸與穆斯林自由民無異，但比非穆斯林自由民有更大的權利。
在理論上，伊斯蘭教法裡的奴隸制不涉及種族及膚色的元素，但在實際上卻並非一直是這樣。從僕人到埃米爾等政府高官，奴隸擔當著多個經濟及社會上的角色，並廣泛應用在灌溉、採礦、蓄牧及軍事用途，一些奴隸甚至利用他們在職務上的便利獲得權力。在一些情況下，奴隸遭到的嚴苛待遇引發叛亂，例如津芝叛亂。不過，這是特例，而不是常態，因為中世紀伊斯蘭世界的大部分勞動力都是受薪或非受薪勞工，而不是奴隸。出於一些原因，內部的奴隸供給不足以滿足穆斯林社會的需求，導致奴隸的大量進口，在非穆斯林的土地上捉拿及運送奴隸造成許多的剝削及人命傷亡。
除了鼓勵穆斯林釋放奴隸作為一種善行，伊斯蘭教認為這可以贖罪。《古蘭經》又鼓勵穆斯林接受奴隸以支付一筆金額或完成特定服務來換取他們的自由。
阿拉伯奴隸交易集中在中東及北非。在20世紀初，基於英國及法國等西方國家的的施壓，奴隸制在穆斯林世界裡被宣佈為非法而受到打擊，例如沙特阿拉伯及也門在1962年礙於英國的壓力而廢止奴隸制，阿曼在1970年跟隨。毛里塔尼亞在1905年、1961年及1981年多次廢除奴隸制，並在2007年把它刑事化。不過，乍得、馬里、毛里塔尼亞及蘇丹依然有人宣稱奴隸制是得到《古蘭經》允許而繼續奉行。
許多奴隸在早期改信伊斯蘭教，比拉勒是一個著名的例子。

## 伊斯蘭化前
與古代及中世紀前期的其他地方一樣，奴隸制盛行於伊斯蘭化前的阿拉伯。在這個時候，大部分奴隸都來自埃塞俄比亞，亦有來自拜占庭帝國、波斯帝國的白人奴隸及作為戰俘被用作索取贖金的阿拉伯奴隸。黑人奴隸與白人奴隸的待遇並無差異，黑人女奴所生的子女似乎也沒有受到歧視。文學史學家阿布·法拉傑·伊斯巴罕尼稱阿拉伯人會奴役他們與女奴所出的子女。
遺棄兒童、綁架及販賣兒童是奴隸的主要來源，貶謫為奴亦是犯罪的懲罰。一些穆斯林學者認為當時存在因欠債而淪為奴隸的現象，但學者伊本·謝哈布·祖赫里稱他在先知穆罕默德在世的時候沒有看到任何自由人因欠債而賣身，阿拉伯及伊斯蘭研究學者艾琳·施奈德認為這個說法可信，並指沒有任何證據證明欠債賣身這個現象的存在。
女奴除了從事傭人的工作，還要與主人維持性關係，但這種關係並不是非法。女奴還會被迫成為妓女，並與男奴一樣在公開市場上像商品一樣進行貿易。
據伊斯巴罕尼所說，阿拉伯人有時會釋放這些與女奴所生的子女，六世紀著名詩人安塔拉·伊本·沙達德就是一例，他的父親是一位自由的阿拉伯人，母親是一位黑人女奴。這時的阿拉伯人受到羅馬習俗的影響，有無條件釋放奴隸的做法，早期的伊斯蘭教法亦沿襲了這個做法。
早期伊斯蘭教的歷史文獻稱「非穆斯林主人的奴隸遭到殘酷的懲罰。伊斯蘭教的第一位殉道者蘇瑪雅·賓特·哈巴特拒絕放棄她的信仰而被阿布·雅爾用矛刺死。比拉勒的主人烏馬亞·伊本·哈拉夫把一塊大石放在他的胸口上，試圖強迫他改變信仰，獲阿布·伯克爾解救。」

## 《古蘭經》裡的奴隸
《古蘭經》在法律上承認奴隸制的存在，它在穆罕默德傳達伊斯蘭教的訊息之前早已存在。奴隸貿易盛行於北非、埃及及阿拉伯，深入影響社會，即時廢止奴隸制會激起強烈的反抗。不過，《古蘭經》強調人道對待奴隸，又鼓勵解救奴隸及容許他們贖身，建議穆斯林通過釋放奴隸來贖罪，又或純粹是出於善心而這樣做，協助奴隸贖身亦可算作一種天課。
你們的奴婢中要求訂約贖身者，如果你們知道他們是忠實的，你們就應當與他們訂約，並且把真主賜予你們的財產的一部分給他們。如果你們的婢女，要保守貞操，你們就不要為了今世生活的浮利而強迫她們賣淫。如果有人強迫她們，那末，在被迫之後，真主確是至赦的，確是至慈的。——《古蘭經》24：33
賑款只歸於貧窮者、赤貧者、管理賑務者、心被團結者、無力贖身者、不能還債者、為主道工作者、途中窮困者；這是真主的定制。真主是全知的，是至睿的。——《古蘭經》9：60
值得注意的是，《古蘭經》裡的「阿卜德」一詞專指男奴，「法塔耶」則指女奴。在泛稱的情況下，通常會轉彎抹角地稱為「右手所有」，但它的意思和翻譯存有爭議。穆斯林社會學家古拉姆·艾哈邁德·佩爾韋茲稱這個用語在《古蘭經》裡帶有過去式的意思，意味著那些奴隸在伊斯蘭教誕生的時候已經遭到奴役。這個時式上的細微差別十分重要，佩爾韋茲藉此爭論奴隸制並不是《古蘭經》的授意，事實上它並不符合《古蘭經》的法規。
不過，主流觀點認為《古蘭經》承認主人與奴隸之間的不平等關係，以及前者對後者行使的權利。史學家不倫瑞克從精神角度論述稱「奴隸與自由人的價值相同，他們的靈魂同樣不朽。只是他們在塵世間無從解脫，地位卑微，他們必須要委曲求存」。
《古蘭經》裡至少有29節經文提及奴隸，大部分都在麥地那篇章，論述他們的法律地位，而關於奴隸制的法律內容限於釋奴及性行為。《古蘭經》對奴隸制的見解主要是廣泛及一般的道德觀念，而不是具體的法律框架。
雖然《古蘭經》接納奴隸與自由人的差異是自古以來形成的自然法則，但它不認為奴隸只不過是財產，他們的人性可以通過信仰、渴望得到釋放及對於被迫賣淫的反應直接反映出來。《古蘭經》有一處以相同的詞語「拉尤爾」來指稱主人及奴隸，縱使經文當中沒有明示，但多節經文都可能支持奴隸在宗教上與自由人享有平等地位的說法。第4章第25節允許穆斯林迎娶「教友所管轄的信道的奴婢」，然後又稱「你們彼此是同教的」，《哲拉萊尼古蘭經注》將之解讀成「你與她們的信仰是相同，所以不要抗拒迎娶她們」。有時候，奴隸與妻妾子女並列在一起，被視為是家庭的一分子，進一步體現他們被視為人。
相關文化原有的奴隸制與《古蘭經》所述的奴隸制有許多相同之處，但《古蘭經》引入了一些獨特的新元素。學者伯納德·劉易斯稱《古蘭經》對古奴隸制的兩項主要改變有深遠的影響，分別是自由身的假定及除了嚴格特定的情況以外禁止奴役自由人，前者是指所有人本身都是自由身。利用天課所得的資金幫助奴隸恢復自由身是《古蘭經》特別提到的一點，猶太教及基督教的文獻都沒有把釋奴提升到信仰的程度，這是伊斯蘭教獨有的一項特色。《古蘭經》以釋奴抵罪的說法則在《出埃及記》裡有類似的表述。阿拉伯人有強迫奴婢賣淫的習慣，雖然《古蘭經》沒有明確禁止，但它不鼓勵這種行為。
縱使《古蘭經》並非唯一提到釋奴是神聖行為的宗教文獻，但學者喬納森·布拉克普指出「其他文化限制主人傷害奴隸，但罕見勸籲主人善待奴隸，並把奴隸與其他弱勢社群一樣並列在一起，認為他們應當一起得到保護，這在《古蘭經》以外是未曾所聞……《古蘭經》強調奴隸在社會上的地位及社會對他們承擔的責任是獨一無二……也許是當時奴隸制最先進的法律」。

## 聖訓裡的奴隸
聖訓記載了先知穆罕默德對待奴隸的取態和做法，以及他對牽涉奴隸的個案所作出的判處，這些聖訓裡有許多都關於奴隸的歸屬及其與釋奴的關係。史學家伊本·卡伊姆·賈茲亞稱「穆罕默德有許多男奴及女奴，而且參與奴隸買賣」，曾經以「一位黑奴交換兩位奴隸，並租用許多奴隸」。他列出了穆罕默德擁有的28位男奴及11位女奴，另有人指出總數達到70人，「在阿拉伯是一個很大的數目」。西琳及瑪利亞是埃及統治者穆高格斯送給穆罕默德的兩名奴婢，穆罕默德與後者誕下一子。
穆罕默德不禁止奴隸買賣，甚至參與其中。在一則聖訓裡，賈比爾稱「在先知及阿布·伯克爾時代，我們會販賣孩子們的母親」。另一則聖訓提到穆罕默德在奴隸市場看到一位他喜歡的奴隸，名叫查希爾，穆罕默德從後擁抱他。查希爾詢問他是誰，穆罕默德回應道：「我是購買奴隸的人。」學者法特希·拉德萬稱穆罕默德經常購買奴隸是廣為人知，所以他說了這句話。
穆罕默德還對奴隸的歸屬和繼承權作出判處，例如有一位婦女向穆罕默德稱，她把一名奴婢送給了她的母親，母親去世，穆罕默德按照繼承的規則把那位奴婢的所有權，重新判給這位婦女。在另一個例子裡，一位男子在逝世時釋放了六位奴隸，除此之外，他沒有其他財產，穆罕默德把這些奴隸喚了過來，把他們分為三組，通過抽籤的方式釋放兩位奴隸，另外四位則仍然保留奴隸的身份，以供後人繼承。
穆罕默德呼籲穆斯林對待奴隸人道，譴責虐待奴隸的行為，有記載指穆罕默德曾經說過「不要把他們稱為『我的奴隸』或『我的女奴』，而是稱呼為『我的小夥子』或『我的姑娘』或『我的侍童』」。《布哈里聖訓實錄》、《穆斯林聖訓實錄》等都有記錄穆罕默德向阿布·吉爾·基法里建言，稱他的奴隸是他的兄弟，要把食物和衣服分給他們，也不要分配超出能力以外的工作給他們，如果他們的工作繁重，應該要給予幫助。阿布·馬蘇德·安薩里記載稱：「我曾經打我的僕人，我聽到背後傳來一道聲音說道：『噢，阿布·馬蘇德，安拉打你，要遠比你打那男孩容易。』我回頭一看，發現是先知，我馬上說道︰『噢，先知，為了令安拉滿意，我釋放這個男孩。』先知回應道︰『如果你沒有讓他自由，地獄之火會觸及你身。』」
除此之外，穆罕默德不止一次提到虐待奴隸的後果，例如「惡劣對待奴隸的人會被天國拒之門外」、「對於販賣及贈送奴隸以致骨肉分離的人，真主會在復生日讓他與他的朋友分離」、「誰亂打奴隸，或不公正地對他們拳打腳踢，代價是要釋放他」。

## 法理

### 原則
在伊斯蘭教法學裡，人類與生俱來是自由身是一個基本原則。伊斯蘭教法裡合法的蓄奴只限於兩種情況：一是在吉哈德捕獲的囚犯，二是兩位合法奴隸父母所生的子女，其他方式的奴役均被廢止，包括賣身、販賣兒童、代罪及抵償貸款。儘管伊斯蘭教法規定不得奴役穆斯林自由人，但改信伊斯蘭教的奴隸不會自動獲得釋放，而是要滿足一些條件才可以獲得釋放。

### 待遇
解放奴隸被視為是值得稱道的行為，根據《古蘭經》經文及聖訓的記載，伊斯蘭教法准許奴隸在主人的同意下通過訂立一種稱為穆卡塔巴的合約自贖其身。伊斯蘭教法專家阿茲莎·葉海亞·希布里提到《古蘭經》及穆罕默德多次敦促穆斯林寬容對待奴隸，伊斯蘭教史學家魯本·雷維更進一步指「禁止殘酷對待他們」。劉易斯解釋稱「《古蘭經》及伊斯蘭帝國早期哈里發的人道傾向在某程度上是受到外在因素的影響，特別是穆斯林對外擴張時接觸到被征服民族及國家的習俗，尤其是羅馬法」。他指出羅馬法在基督教化後在對待奴隸方面仍然十分嚴苛，「伊斯蘭教在繼承古代、羅馬及拜占庭做法的同時作出了很大的改善」。學者默里·戈登稱「穆罕默德接納了當時存在的社會政治秩序，把奴隸制視為自然產物並不令人意外。對於這個歷史悠久的制度，他的取態是改革它，而不是推翻它。他不是要去廢除奴隸制，而是修正虐待的做法及呼籲穆斯林人道對待奴隸」。
除了犯下一些錯誤，生於主人的家庭及在那裡長大的奴隸不會被出售。雖然《古蘭經》禁止任何形式的收養，但把奴隸收養作為家庭成員的現象甚為普遍，在奧斯曼帝國及埃及，沒有子女的夫妻、寡婦及有權勢的男人會購買及收養童奴。

### 性關係
男子可以與他們的「右手所有」發生性行為，他們對女奴的管轄權意味著他們與奴隸的同居是合法(他們的子女地位視同私生子)。《古蘭經》呼籲穆斯林「保護他們的私處」，但把妻子及受到管轄的奴隸排除在外，然而穆斯林戰士不得與女戰俘發生性關係，伊斯蘭教法學家穆罕默德·薛巴尼指出「與戰俘的通姦及私通也是不允許，會受到侯杜德（固定刑罰）的懲罰」。
什葉派法學不允許奴隸主把女奴送交他人寵幸，學者圖西稱「借用女奴享樂的行為是禁止的，因為性交不能通過租借的方式合法化」。

### 婚姻
在伊斯蘭教，奴隸制與婚姻的關係複雜，一位自由身的穆斯林男子除了可以迎娶最多四位合法的妻子，還可以納女奴為妾，只要他可以負擔得起，數量不限。由於伊斯蘭教法同樣賦予物產權給女子，女子也可以擁有奴隸，但她們不得與男奴建立性關係。另外，自由身的男子及女子亦皆可與女奴及男奴結為夫妻，但如果自由身的男子已與一位自由身的女子結婚，他不能迎娶一位女奴為妻，相反如果他已與一位女奴成婚，那麼他可以再娶自由身的女子為妻。
奴隸沒有物產權，他們所得的任何財物都屬於主人。不過，據說哈里發歐麥爾指出奴隸可以通過工作來自贖其身，主人不能拒絕奴隸行使這個權利。由於奴隸沒有物產權，哈乃斐派及沙斐儀派禁止奴隸納妾，馬立克派則允許。
男奴最多可以迎娶兩位妻子，唯獨馬立克派容許他們迎娶四位妻子，但奴隸的婚姻需要得到主人的同意。男奴並非自由身女子的合適伴侶，但如果女子及主人都不反對，他們仍然可以締結婚姻。與自由身女子相比，與女奴離婚的等候期（等候期內不得另行婚娶）減半。
在古阿拉伯的傳統裡，除非得到父親的承認及解放，自由身男子與女奴所生的子女同樣也是奴隸。當一位女奴懷有主人的孩子時，她的身份就會變成「孩子的母親」，不能被用作販賣及抵押，但奴隸的身份要在主人死亡後才自動解除。她亦不能像自由身的妻子一樣享有繼承權，必須依靠子女或丈夫在遺囑裡的自願遺贈供養。根據許多伊斯蘭教的法學派別，他們的孩子與自由身夫婦所出的子女無異，享有繼承權，甚至可以繼承王位，一些統治者還是女奴的孩子，例如阿巴斯王朝及桑給巴爾和阿曼的布賽義德王朝。這使他們的地位得以提升，伊斯蘭研究的學者阿里·馬茲魯伊形容奴隸與主人的婚姻是「上流通婚」，使母親及她的子女脫離了奴隸階級。學者洛夫喬伊稱成為「孩子的母親」使她們的地位「處於介乎奴隸及自由身之間」，有望獲得自由，只要生下孩子，她們有時就會在名義上獲釋。
雖然奴隸主的納妾數量不限，但他們仍要遵守一般的婚姻法，例如不得與奴隸的姐妹發生性關係。在伊斯蘭教裡，「男子應優先考慮迎娶自由身的女子，如無力承擔聘金，他們應迎娶女奴，以免牽涉不當行為」。有學者指出納妾可以滿足女奴的性需要，從而防止不道德行為在穆斯林社區擴散，這意味著女奴與主人的單一性關係。在古代，女奴保持單一性關係的說法甚為罕見，因為女奴一般並沒有這個權利。不過，事實上在許多穆斯林社區，女奴受到主人的家庭成員、鄰里及客人所害。
在般配的法律原則下，伊斯蘭教鼓勵婚姻要門當戶對，不提倡地位崇高的女子下嫁地位卑微的男子，包括女主與男奴。不過，劉易斯指出它並不禁止地位不等的婚姻，所以它不是「穆斯林版本的納粹德國的紐倫堡法案或南非的種族隔離政策」。

### 法律地位
伊斯蘭教法學排除奴隸擔任宗教及審判相關的職務，但釋奴可以在伊斯蘭政府擔當任何職位，包括統治了埃及接近260年的馬木留克及擔當重要軍事及行政職務的宦官。當代伊斯蘭文明學者安娜瑪麗·席梅爾稱在伊斯蘭教的背景下，奴隸的身份只能透過戰俘及奴隸父母所生的子女而獲得，因此奴隸制在理論上會因伊斯蘭教的擴張而廢除。一些穆斯林學者認為穆罕默德的真正目的是要漸漸廢除奴隸制，另一個說法則指他通過把伊斯蘭教的道德權威引入奴隸制而加強他的合法性。

### 權利及限制
在伊斯蘭教法下，奴隸既是人，又是物（財產）。正如萊維所說，無論在寓意及實際上，奴隸在法律上都是處於弱勢。不過，奴隸仍然享有一些基本權利。主人要向奴隸提供糧食及衣服，標準要與主人看齊，又要提供適當的住所，否則奴隸可以把主人告上法庭。主人不得分配不勝負荷的工作予奴隸，亦不得以「奴隸」直呼他們，而是要使用更親切的稱呼。虐待奴隸的主人可被罰要釋放奴隸(奴隸也有權在夏季時一天中最熱的時候休息一段時間)。 [101]。當奴隸犯罪時，由於他們的責任被視為是較小，所以刑罰是自由人的一半。
在伊斯蘭教法下，奴隸的權利受到諸多的限制。奴隸不得在法庭上作證，亦不得擔未成年人的監護人。由於奴隸在社會上的次等地位及他們要效忠主人，因此正如法理學家安薩里所說，「奴隸並不適合作供詞」。安薩里又解釋，奴隸本身就要服務主人，而監護未成年人需要花費大量的時間及承擔很大的責任，所以「把照顧孩子的責任交給他只會對孩子造成傷害」。法學家馬瓦爾迪又在他的著作《管治法則》裡進一步推論，由於奴隸無法作證，因此他亦無法擔任法官接納他人的證言，但未有限制他頒佈伊斯蘭教令及解說聖訓。
奴隸沒有財產權，管有的物品屬於主人所有，他們只有這些物品的使用權，因此當一位奴隸去世後，其親屬無法繼承他的財產。奴隸本身也沒有財產的繼承權，即使是繼承來自自由身親屬的財產。不過，奴隸的自由身子女及釋奴享有繼承權。
根據馬瓦爾迪的說法，奴隸可以根據伊瑪目的指示執行政府指令、軍事部署及調集公共資金，但他指出奴隸在這方面「只有執行權，而沒有發號施令的權力」。法學家廣泛上同意奴隸可以領禱，伊本·古達邁敘述穆罕默德曾經說過領禱者應該是對《古蘭經》最熟悉及最博學的人，未把奴隸排除在外。不過，許多意見都認為奴隸都不應該在主麻日禮拜當中領禱，但這個觀點沒有達成共識。

## 釋奴
伊斯蘭教提倡釋放奴隸，並視釋放奴隸是一種善行，《古蘭經》提到殺人者可以用釋放一位信道的奴隸抵罪。史學家弗雷德里克·庫珀指出，儘管釋放被視為是一種虔誠的舉措，但主人是否要執行這項「虔誠的舉措」要視乎其他因素。釋奴的形式有多種︰主人明確或含糊地宣告無條件釋放、有條件釋放及成為母親。不同形式的釋奴對奴隸在獲得自由身後的權利及義務帶有含意。釋奴解除了兩者在金錢上的關係，但獲釋的奴隸在名份上仍然屬於主人，這種關係被稱為「瓦拉關係」。穆斯林社會試圖透過瓦拉關係來解決釋奴引致的社會問題，他們認為如果沒有瓦拉關係，獲釋的奴隸會迷失在社會當中，構成威脅。儘管獲釋的奴隸獲得自由人的權利，但前主人及其父系親屬仍保留奴隸的繼承權。
在早期，主人可以無條件宣佈放棄奴隸對他的效忠，史學家帕特里夏·克羅內指這是受到羅馬在後期的做法影響，但隨著伊斯蘭教法的發展，這種做法不獲承認。至於有條件釋放則可以是主人在生前表示在逝世後釋奴，亦可以是主人與奴隸達成了協議，容許奴隸自贖其身。如果是後者，法官不容許主人在過程當中轉交奴隸的所有權以圖阻撓有關協議的執行。在女奴與主人生下孩子的情況下，女奴自動與主人確立瓦拉關係，確保最遲會在主人逝世後獲釋，馬立克派則指女奴懷孕已能確立瓦拉關係。
釋奴的社會地位低下，受到阿拉伯貴族的歧視，不得與自由人通婚。從家世較差的家族釋放出來的釋奴對於家世較好的家族釋放出來的女奴來說不是匹配的結緍對象，影響可以延伸到下一代，例如一位釋奴的兒子不是一位自由人的孫女的合適丈夫。很多釋奴被編入軍隊充當炮灰，沒有分享戰利品及享受俸祿的資格和權利。

## 奴隸制的廢止

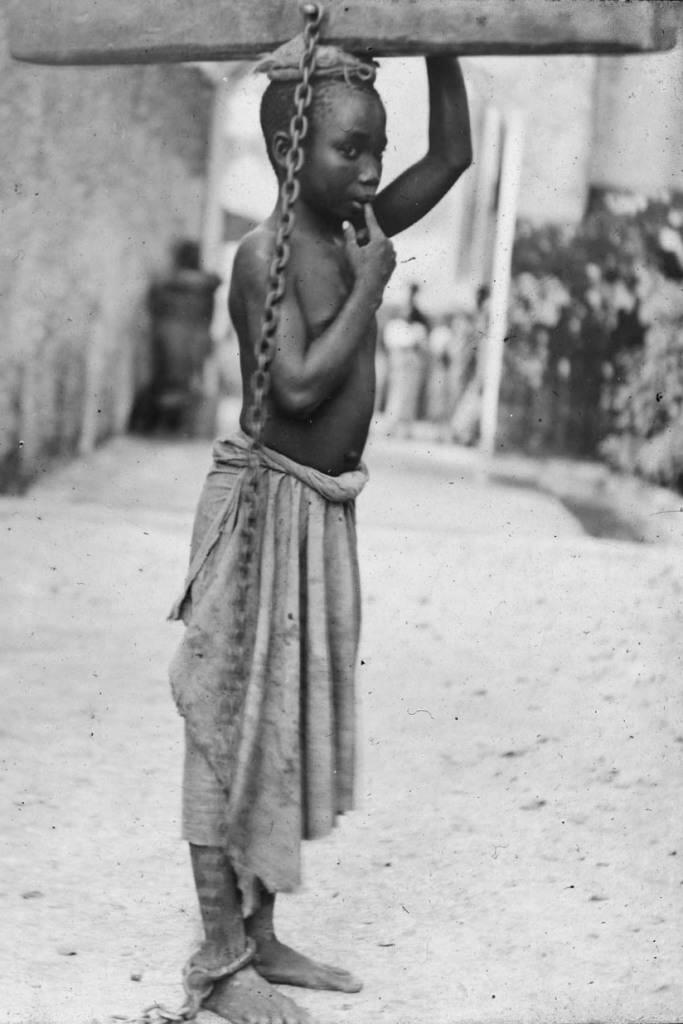
桑給巴爾蘇丹國的一位奴隸受到主人的懲誡。在1860年代後，照片成為了解放奴隸運動的有力工具

伊斯蘭教法不禁止蓄奴及奴隸貿易，因此穆斯林世界沒有形成反對奴隸制的意識形態，學者伯納德·劉易斯指出奴隸制得到《古蘭經》的授權和管制，它成為了「應用在社會當中的核心部件」。另外兩位學者約翰·亨威克及夏娃‧特勞特‧鮑威爾更直指穆斯林世界「從來沒有廢除奴隸制的任何正式運動及阻止奴隸貿易」。儘管像法蒂瑪王朝哈里發哈基姆‧阿姆魯‧阿拉等穆斯林統治者曾經廢除奴隸制及釋放奴隸，但對伊斯蘭世界沒有產生太大的影響。
帝國主義及世俗主義是伊斯蘭世界奴隸制瓦解的主要力量，而奴隸制的瓦解是穆斯林世界受到歐洲的壓力及影響而出現轉變的一個典型例證。西方認為奴隸制是伊斯蘭道德及社會敗壞的根本原因，並以此作為外交欺壓及殖民征服的藉口。19世紀的穆斯林精英開始接觸到人道主義、功利主義等世俗概念，加上成文法開始侵蝕伊斯蘭教法，為廢除奴隸制創造了有利的環境。一些思想家期望通過反對奴隸制來推動伊斯蘭教的改革，例如摩洛哥史學家艾哈邁德·哈立德·納薩里稱「自由是人類的基本狀況，人們沒有受到奴役的任何理由」。突尼斯的艾哈邁德一世·伊本·穆斯塔法、印度的賽義德·艾哈默德·汗及埃及的穆罕默德·拉希德·里達亦持反奴隸制的立場。
繼英國下議院在1807年通過法案禁止奴隸貿易後，英國政府在兩年後動用海軍搜截懷疑運載奴隸的船隻，又向波斯、土耳其、埃及等穆斯林政府施壓要求廢除奴隸制。到19世紀中葉，奧地利、俄國、荷蘭、西班牙、葡萄牙及法國都與英國簽署協議制止非洲奴隸貿易。在奴隸貿易大受打擊及面臨列強的壓力下，奧斯曼帝國頒佈法令在除了阿拉伯半島以外的全國廢除奴隸制。在兩次世界大戰期間，新近獨立的伊斯蘭國家立法禁止奴隸制，1906年波斯憲法亦廢棄了奴隸的階級。在諸如埃及總統賈邁勒·阿卜杜-納賽爾等改革派政治領袖的批評下，沙特阿拉伯首相費薩爾終於在1962年宣佈廢除奴隸制。
法國在1905年於殖民地毛里塔尼亞頒佈法令禁止蓄奴，但殖民地政府仍然容許摩爾人繼續蓄奴。在毛里塔尼亞獨立後，1961年的憲法確保所有國民無論種族、宗教信仰及社會地位都在法律面前享有平等待遇，再次表明了廢棄奴隸制，但由於欠缺實際的措施打擊相關的行為，收效甚微。毛里塔尼亞在1981年頒佈有更多法律基礎的法律，蓄奴會被處以罰款及最高10年的監禁。

### 延續及復熾
雖然如此，但由於政府執法不力，奴隸亦未得到教育並正確認識他們的權利。事實上在毛里塔尼亞，即使是身為政府高官的哈拉廷人，他們是非洲黑奴的後裔，他們往往都有親屬作為奴隸在主人的家裡工作。奴隸主繼續以伊斯蘭教認可奴隸制為藉口合理化這種行為，人權監察收到大量的個案，涉及卡迪（伊斯蘭教的法官）利用司法制度去保護奴隸制，而不是根除它。這些穆斯林奴隸相信他們侍奉主人是出於真主的意志，他們認為離開會是一種罪惡，這種宗教信念使奴隸主不需要通過暴力脅迫的手段來蓄養奴隸。有報導是這樣形容毛里塔尼亞的奴隸：
他們的身上沒有鎖鏈及主人給予的烙印，但毛里塔尼亞仍然有奴隸的存在……毛里塔尼亞奴隸侍奉他們的主人，他們的身份是代代相傳……據反奴隸制運動人士稱，他們為數有數千人。
除此之外，蘇丹的極端政治組織全国伊斯兰阵线謀求在蘇丹建立伊斯蘭國家，他們支持奧馬爾·巴希爾發動政變推翻民選總理艾哈邁德·米爾加尼，因此而成為執政全國大會黨內的主要勢力。在全國大會黨執政期間，他們利用奴隸制打壓蘇丹南部的非穆斯林，包括通過他們支持的民兵捉拿男女和兒童並遣送到西部及北部充當奴隸。在1996年，負責蘇丹事務的聯合國報告員指出奴役南蘇丹人表示了蘇丹政府有意忽視，甚至是容許奴隸制的存在。
至於在沙特阿拉伯，即使奴隸制在1962年正式被禁，聯合國在1965年的一份報告指國王伊本·沙特仍擁有數百名奴隸。去麥加朝聖甚至成為了奴隸貿易的一種手段，一些非洲的朝聖者被陪同前往麥加的同伴欺騙，他們到達阿拉伯後隨即被當作奴隸販賣。一些阿拉伯朝聖者會沿途攜帶幼童充當人肉貨幣。在2000年代初，多位地位較高的沙特阿拉伯法官提倡奴隸制，特別是針對猶太婦女及兒童，例如薩利赫·福贊曾經稱「奴隸制是伊斯蘭教的一部分，也是聖戰的一部分」，甚至攻擊持不同意見者是「異教徒」。
穆斯林兄弟會的一位學者賽義德·庫特布在他的《古蘭經》注釋本裡寫道：
關於奴隸制，這曾經是一個全球盛行的制度，穆斯林及他們的敵人都會以戰俘為奴。伊斯蘭教有必要落實相同的做法，直至世界在戰時發展出奴役以外的新法。
伊斯蘭極端主義在全球擴散使奴隸制有復熾的苗頭，極端份子宣稱伊斯蘭教法賦予他們奴役戰俘的權利。在塔利班統治時的阿富汗，教士虐待少數民族婦女，她們被視為是戰利品，被迫下嫁給塔利班及奧薩馬·本·拉登的基地組織轄下的戰士，據指有至少1000名阿富汗婦女被拐充當性奴。伊斯蘭原教旨主義組織索馬里青年黨亦有類似的做法，有被俘的婦女被迫充當性奴。
活躍於尼日利亞一帶的博科聖地則在2014年綁架了奇博克鎮官立中學的276名女學生，其領導人在視頻片段及網絡上稱這些女生會被奴役及下嫁給博科聖地的戰士，並指這些女生是在「合法戰爭」裡俘獲，因此稱他們的做法符合傳統的伊斯蘭教法。有報導指至少有2000名婦女被博科聖地綁架。
此外，聯合國的資料指有3000人可能被伊斯蘭國奴役，當中主要是雅茲迪婦女，販賣雅茲迪婦女「成為了他們的一種慣常做法，以吸引來自極端保守穆斯林社會的男子，因為隨意的性行為及約會在那裡被視為是禁忌」。在伊斯蘭國用於宣傳而出版的雜誌《達比克》，有一篇名為《奴隸制在滅世前復興》的文章解釋了他們實施奴隸制的宗教及法理依據，作者在文章當中稱「奴役異教徒及把他們的婦女納為妾侍在伊斯蘭教法裡明確訂明……拒絕承認及予以嘲諷等同拒絕及嘲諷《古蘭經》經文及先知的論述」，文章又指殺害及奴役異教徒是他們對抗敵人的宗教義務。作者又表示穆斯林男子與傭人通姦不符合伊斯蘭教法，因此把這些傭人納為妾侍更合符法律及道德標準。同樣在《達比克》上發表的另一篇文章引述一則聖訓指先知曾經作出一個判決，下令奴役一個猶太部落的婦女。

## 影響
伊斯蘭教的奴隸制在促進民族融合方面起了重要的作用。阿拉伯帝國的擴張和征服運動所俘獲的奴隸被分配到穆斯林的家庭裡，使各自的民族習慣和文化融入伊斯蘭世界。阿拉伯人從波斯奴隸身上認識到他們的文化和歷史，並加以借鑒，例如薩珊王朝的行政制度被倭馬亞王朝採納，研究伊斯蘭世界的學者艾拉·馬文·拉皮杜斯指「阿拉伯的管治者採用了薩珊王朝把政府機構劃分為財政、軍事、通信及內政的制度」。穆斯林與外族女奴通婚的情況十分普遍，許多地方總督甚至是哈里發都是女奴所出，例如阿拔斯王朝的第二任哈里發曼蘇爾的母親是一位柏柏爾女奴。
一些釋奴長期在阿拉伯社會生活，他們精通阿拉伯語，在百年翻譯運動當中作出了重大的貢獻。他們把許多周邊民族的經典著作翻譯成阿拉伯語及敘利亞語，例如侯奈因·伊本·伊斯哈格把古羅馬醫學家蓋倫的著作翻譯成阿拉伯文，並加以註釋。一些奴隸則在傳播文化藝術方面有特殊的作用，有人會訓練女奴唱歌，當時許多的歌曲源自阿拉伯格律詩，因此這些女奴要通曉詩篇及文學作品，間接刺激了阿拉伯文學的發展。
釋奴亦被大量應用在軍事用途上。阿拉伯的人口稀少，因此只靠阿拉伯血統的穆斯林軍隊難以實現聖戰，於是奴隸成為了主要的兵源，阿拉伯人把他們釋放，然後編入軍隊。由於他們是外人，被認為不會牽涉到貴族的政治鬥爭而更加忠誠，所以他們在阿拔斯王朝及倭馬亞王朝開始得到重用。被稱為馬木留克的突厥奴隸兵在權力越來越大的情況下推翻了阿尤布王朝，一度統治埃及、敘利亞及部分阿拉伯地區。在奧斯曼帝國，他們利用奴隸組建耶尼切里軍團，這些奴隸兵是帝國的精銳之師，在對外戰爭當中立下不少戰功。

## 引用

### 網頁
1. ↑  Tim McGirk. . Time. 2002-02-10  [2019-09-09]. （原始内容存档于2019-04-14） （英语）.
2. ↑  桂亮. . 人民網. 2001-12-24  [2019-12-02]. （原始内容存档于2019-12-02） （中文（繁體））.
3. ↑  Charlotte Attwood. . 2017-05-25  [2019-09-09]. （原始内容存档于2019-09-27） （英语）.
4. ↑  Kunal Dutta. . The Independent. 2015-04-14  [2019-09-09]. （原始内容存档于2019-05-18） （英语）.

### 文獻
1. 1 2 3 4 5 6 7  McAuliffe（2005年），Slaves and Slavery
2. 1 2 3 4  Bearman等（2004年），ʿAbd
3. ↑  Lewis（1990年），Ch.1
4. 1 2  Esposito（2009年），Slavery
5. ↑  Naʻīm（1990年），第174页
6. ↑  Findley（2005年），第65页
7. ↑  Russell（2017年），第172页
8. 1 2  Russell（2013年），第53页
9. ↑  Lewis（1971年），第38页
10. ↑  Glassé（1991年），第373页
11. ↑  Clarence-Smith（2006年），第2-5页
12. ↑  Phillips（1985年），第76页
13. ↑  Lewis（1990年），第10页
14. ↑  Kurzman（1998年），第230页
15. ↑  Stanton等（2012年），第83页
16. ↑  Klein（2002年），第xxii页
17. 1 2  Rodriguez（2011年），第397页
18. ↑  Bickerstaff（2009年），第237页
19. ↑  Harrison（2013年），Ch.4
20. ↑  Wilkinson（2014年），第75页
21. 1 2  Hamel（2014年），第18页
22. ↑  Lewis（2011年），第252页
23. ↑  Böwering等（2013年），第514页
24. ↑  Voort & Anthony（2010年），第178页
25. ↑  Çakmak（2017年），第314页
26. ↑  Hamel（2014年），第18-19页
27. ↑  Hallaq（2016年），第41-44页
28. ↑  馬堅（1981年），第19、67、267、425、475页
29. ↑  Rodriguez（1997年），第534页
30. 1 2  馬堅（1981年），第267页
31. ↑  馬堅（1981年），第145页
32. ↑  Brockopp（2000年），第129页
33. ↑  Clarence-Smith（2006年），第198页
34. ↑  Gibb（1967年），第25页
35. ↑  Klein & Miers（2013年），第61页
36. ↑  Gregg（2018年），Ch.31
37. ↑  Brockopp（2000年），第131-132页
38. ↑  Brockopp（2000年），第132页
39. ↑  Lewis（1990年），第6页
40. 1 2  Allain（2012年），第42页
41. ↑  Vandestra（2018年），第11页
42. ↑  Vermès（1975年），第71页
43. ↑  Ellis & Abarbanel（1973年），第546页
44. ↑  Brockopp（2000年），第138页
45. 1 2  Allain（2012年），第52页
46. ↑  Shafi（2008年），第99页
47. ↑  Clarence-Smith（2006年），第24-25页
48. ↑  Allain（2012年），第52-53页
49. 1 2  Hughes & Hughes（1995年），第598页
50. ↑  Shafi（2008年），第99-100页
51. ↑  Clarence-Smith（2006年），第23-24页
52. ↑  Khan（2010年），第82页
53. ↑  Morgan（2010年），第215页
54. ↑  Hughes & Hughes（1995年），第599页
55. ↑  'Alawi（1999年），第34页
56. ↑  Lewis（1992年），第6页
57. ↑  Lewis（1990年），第9页
58. ↑  Hakim（2009年），第181-200页
59. ↑  al-Hibri（2003年），第195-224页
60. 1 2 3  Levy（1957年），第77页
61. 1 2  Lewis（1992年），第7页
62. 1 2  Gordon（1989年），第19页
63. ↑  Clarence-Smith（2006年），第35页
64. ↑  Ali（2010年），第164页
65. ↑  Shah（2011年），第47页
66. ↑  Sarakhsi（2013年），第57页
67. ↑  Phillips（1985年），第73页
68. ↑  Drescher & Engerman（1998年），第250-251页
69. ↑  Lewis（1990年），第14页
70. ↑  Brown（2011年），第165页
71. ↑  Siddiqui（2012年），第50-51页
72. ↑  Swarup（2002年），第84页
73. ↑  Ghunaimi（2012年），第149页
74. ↑  Ali（2010年），第165页
75. ↑  Allain（2012年），第54页
76. ↑  Bearman（2016年），第131页
77. ↑  Sheriff，Teelock & Wahab（2016年），第11页
78. 1 2  Lovejoy（2000年），第2页
79. ↑  Becker & Tucker（1999年），第42页
80. 1 2  Sikainga（2010年），第21-22页
81. ↑  Ali（2010年），第39页
82. ↑  Ali（2010年），第170页
83. ↑  Lewis（1971年），第90页
84. ↑  Lewis（1990年），第7页
85. 1 2  Schimmel（1992年），第67页
86. ↑  Levy（2000年），第78页
87. ↑  Zawātī（2001年），第94页
88. ↑  Takacs（2015年），第113页
89. ↑  Al Alwani（2015年），第138页
90. ↑  Marzūqī（2000年），第120页
91. 1 2 3  Meri（2006年），第759页
92. 1 2  Emon（2010年），第138页
93. 1 2 3  Allain（2012年），第59页
94. ↑  Adeniji（2002年），第48页
95. ↑  Khan（1980年），第24页
96. ↑  Bouhdiba & Dawālībī（1998年），第134页
97. 1 2 3  曹健（2016年），第3-5页
98. ↑  陳其壎（1987年），第25-27页
99. 1 2  Fay（2018年），第11-12页
100. ↑  Cilardo（1993年），第31-53页
101. ↑  Miers & Klein（1999年），第69页
102. ↑  Hallaq（2016年），第121页
103. 1 2  Bearman（2016年），第132页
104. 1 2  錢志和（1985年），第84-87页
105. 1 2 3 4  Russell（2017年），第183页
106. ↑  Lewis（1992年），第78页
107. ↑  Clarence-Smith（2006年），第17页
108. 1 2  Clarence-Smith（2006年），第98页
109. ↑  Brunschvig（1960年），第36页
110. ↑  Hinks（2007年），第6页
111. ↑  Bowering等（2013年），第515页
112. ↑  Khan（2009年），第324页
113. ↑  Rodriguez（1997年），第6-7页
114. ↑  Hinks（2007年），第599页
115. ↑  Fleischman & Human Rights Watch/Africa（1994年），第82页
116. ↑  Udeze（2009年），第141页
117. ↑  Rodriguez（2011年），第30页
118. ↑  Fleischman & Human Rights Watch/Africa（1994年），第82-83页
119. ↑  Fleischman & Human Rights Watch/Africa（1994年），第86页
120. ↑  Bickerstaff（2009年），第23页
121. ↑  Khan（2009年），第346页
122. ↑  Rodriguez（2011年），第413页
123. ↑  Mendes（2019年），第114页
124. ↑  Knight（2009年），第93页
125. ↑  Takacs（2015年），第558页
126. 1 2 3 4 5  Freamon（2016年），第245-306页
127. ↑  Hovannisian，Sabagh & Yāršātir（1998年），第55页
128. ↑  Freamon（2019年），第200页
129. ↑  Pormann（2012年），第1页
130. ↑  Anderson（2013年），第32页
131. ↑  Hansen & Curtis（2008年），第317页
132. ↑  Commins（2004年），第184页
133. ↑  張楚喬（2012年），第87-90页